# Superterrane Hun

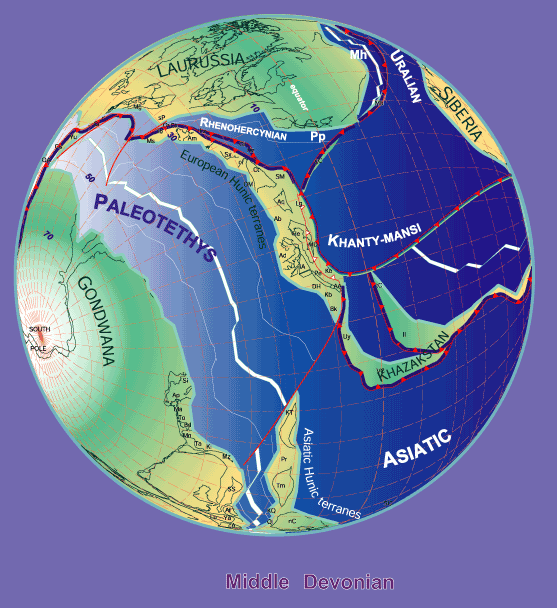
La situazione tettonica di 380 milioni di anni fa, durante il Devoniano superiore. Sono indicati i blocchi dei terrane Hun europei e asiatici.

Il superterrane Hun o superterrane Unno è un terrane, cioè un frammento di crosta terrestre attualmente attaccato all'Europa e all'Asia.
Tra la fine dell'Ordoviciano e l'inizio del Siluriano il superterrane si separò dalla Gondwana e andò ad unirsi alla Laurasia all'inizio del Carbonifero, all'epoca dell'orogenesi ercinica. Non si tratta di un blocco unico, in quanto il superterrane appare distinto in due blocchi, i terrane Hun europei e i terrane Hun asiatici.
Secondo alcuni modelli dell'evoluzione geologica della Terra, la collisione con la Laurasia (e più in particolare con l'arco Kipchak) diede luogo alla formazione della regione continentale della Kazakhstania.
Il superterrane Hun o Unno, deve la denominazione al fatto che i suoi blocchi si trovano nelle aree anticamente occupate dal popolo nomade degli Unni o devastate dal loro capo Attila.